# JPEG
JPEG (произнася се „джей-пег“) е графичен формат за компресиране на растерни изображения, разработен в края на 80-те години на XX век. Названието JPEG е съкращение от Joint Photographic Experts Group – името на групата, отговорна за стандартизацията на формата.
За разлика от ZIP формата, JPEG е компресия със загуба на данни: предизвиква промяна на изображението, почти незабележима за зрителното възприятие на човека. Поради спецификата на използвания метод за компресия, форматът JPEG е по-подходящ за снимки, отколкото за изображения, съдържащи големи едноцветни области.
През 1994 г. стандартът е одобрен като международен стандарт ISO 10918–1. Форматът JPEG няма нищо общо с MPEG (Moving Picture Experts Group), който служи за компресиране на видеофайлове. Стандартът JPEG представлява кодек, тоест снимката се компресира в поток от байтове, а когато е нужно, се декомпресира до изображение. При компресирането по стандарта JPEG се губи част от качеството на изображението, но има начини загубата да се сведе до минимум.
Името на компресирани файлове с този формат притежава някое от разширенията .jpg, .jpeg, .jpe, .jfif и ..jif. От тях .jpg е най-разпространеното.